# Bufo
Bufo er en slægt af tudser. Som traditionelt defineret var det en opsamlingsslægt, der indeholdt et stort antal padder fra store dele af verden, men efter taksonomiske revisioner er de fleste af disse blevet flyttet til andre slægter, så der kun er 17 eksisterende (nulevende) arter fra Europa, Nordafrika og Asien tilbage i denne slægt, herunder den velkendte skrubtudse (B. bufo). Nogle af de slægter, der indeholder arter, som tidligere blev placeret i Bufo, er Anaxyrus (mange nordamerikanske arter), Bufotes (grønbroget tudse og beslægtede arter), Duttaphrynus (mange asiatiske arter, herunder sortpigget tudse der er indført andre steder), Epidalea (strandtudse) og Rhinella (mange latinamerikanske arter, herunder agatudse, der er indført andre steder).

## Beskrivelse
Tudser har til fælles, at de har en kraftig krop og korte ben, hvilket gør dem til relativt dårlige springere. Deres tørre hud er tyk og vortet.
Bag øjnene har Bufo-arterne vortelignende strukturer, parotoidkirtlerne. Disse kirtler adskiller tudser fra frøer. De udskiller en fedtet, hvid giftig substans, der virker afskrækkende på rovdyr. Giften fra de fleste, hvis ikke alle tudser indeholder bufotoksin.

## Arter
Tidligere omfattede slægten Bufo mange arter og var opdelt i flere underslægter. Frost et al. (2006) flyttede de fleste af de tidligere Bufo-arter til andre slægter og begrænsede navnet Bufo til medlemmer af Bufo bufo-gruppen fra tidligere forfattere. Nu er slægten blevet reduceret til 17 nulevende  arter:
| Videnskabeligt navn                                         | Dansk navn |
| ----------------------------------------------------------- | ---------- |
| Bufo ailaoanus Kou, 1984                                    |            |
| Bufo aspinius (Yang, Liu og Rao, 1996)                      |            |
| Bufo bankorensis Barbour, 1908                              |            |
| Bufo bufo (Linnaeus, 1758)                                  | Skrubtudse |
| Bufo cryptotympanicus Liu & Hu, 1962                        |            |
| Bufo eichwaldi Litvinchuk, Borkin, Skorino og Rosanov, 2008 |            |
| Bufo gargarizans Cantor, 1842                               |            |
| Bufo japonicus Temminck and Schlegel, 1838                  |            |
| †Bufo linquensis Yang, 1977                                 |            |
| Bufo luchunnicus (Yang og Rao, 2008)                        |            |
| Bufo menglianus (Yang, 2008)                                |            |
| Bufo pageoti Bourret, 1937                                  |            |
| Bufo scorteccii Balletto og Cherchi, 1970                   |            |
| Bufo spinosus Daudin, 1803                                  |            |
| Bufo stejnegeri Schmidt, 1931                               |            |
| Bufo torrenticola Matsui, 1976                              |            |
| Bufo tuberculatus Zarevskij, 1926                           |            |
| Bufo tuberospinius (Yang, Liu og Rao, 1996)                 |            |
| Bufo verrucosissimus (Pallas, 1814)                         |            |